# Wishsides
Wishsides é uma coletânea não oficial banda finlandesa de metal sinfônico Nightwish. A coletânea foi feita por fãs europeus e está disponível apenas para download na Internet, em duas partes.
Além de canções do Nightwish, a coletânea possui duas músicas lançadas pela ex-vocalista da banda, Tarja Turunen, na Finlândia, "En Etsi Valtaa, Loistoa" e "Kun Joulu On", e uma canção composta e interpretada pelo guitarrista alemão Martin Kesici, "Leaving Your For Me", com participação de Tarja.

## Capa
Foi elaborada uma capa figurativa para Wishsides, ela é igual a do single "Bless the Child", de 2002, destaca Tarja na frente de um antigo relógio de sol egípcio.

## Lista de músicas

### Parte 1
| #  | Título                                | Do álbum                   | Compositor                     |
| -- | ------------------------------------- | -------------------------- | ------------------------------ |
| 1  | "Leaving Your For Me"                 | Single Leaving You for Me  | Martin Kesici                  |
| 2  | "Etiäinen"                            | Demo Nightwish             | Tuomas Holopainen              |
| 3  | "Nightwish"                           | Demo Nightwish             | Holopainen                     |
| 4  | "The Forever Moments"                 | Demo Nightwish             | Holopainen                     |
| 5  | "The Siren" (ao vivo)                 | Once                       | Holopainen e Erno Vuorinen     |
| 6  | "Kuolema Tekee Taiteilijan" (ao vivo) | Once                       | Holopainen, Vuorinen e Hietala |
| 7  | "Symphony Of Destruction" (ao vivo)   | Single The Siren           | Dave Mustaine                  |
| 8  | "Creek Marys Blood"                   | Once                       | Holopainen                     |
| 9  | "Ghost Love Score"                    | Once                       | Holopainen                     |
| 10 | "Where Were You Last Night"           | Single Wish I Had an Angel | Holopainen                     |
| 11 | "White Night Fantasy"                 | Once                       | Holopainen                     |
| 12 | "Nemo"                                | Once                       | Holopainen                     |

### Parte 2
| #  | Título                                 | Do álbum                           | Compositor                |
| -- | -------------------------------------- | ---------------------------------- | ------------------------- |
| 1  | "Live To Tell The Tale"                | Once (edição especial)             | Holopainen                |
| 2  | "Sleeping Sun"                         | Oceanborn                          | Holopainen                |
| 3  | "The Wayfarer"                         | Century Child (bônus japonês)      | Holopainen                |
| 4  | "Sleepwalker"                          | Wishmaster (bônus de relançamento) | Holopainen                |
| 5  | "Once Upon A Troubadour"               | Angels Fall First (bônus)          | Holopainen                |
| 6  | "Nightquest"                           | Oceanborn (bônus)                  | Holopainen                |
| 7  | "Lagoon"                               | Century Child                      | Holopainen                |
| 8  | "A Return to the Sea"                  | Angels Fall First (bônus)          | Holopainen                |
| 9  | "Swanheart" (ao vivo)                  | Oceanborn                          | Holopainen                |
| 10 | "Deep Silent Complete" (ao vivo)       | Wishmaster                         | Holopainen                |
| 11 | "Dead Boys Poem"                       | Wishmaster                         | Holopainen                |
| 12 | "Crimson Tide/Deep Blue Sea" (ao vivo) | DVD From Wishes to Eternity        | Holopainen                |
| 13 | "En Etsi Valtaa, Loistoa"              | Henkäys Ikuisuudesta               | Jean Sibelius/Z. Topelius |
| 14 | "Kun Joulu On"                         | Henkäys Ikuisuudesta               | Turunen                   |

## Créditos
- Tarja Turunen – Vocal feminino[3]
- Tuomas Holopainen – Teclado[4]
- Jukka Nevalainen – Bateria[5]
- Sami Vänskä- Baixo[3]

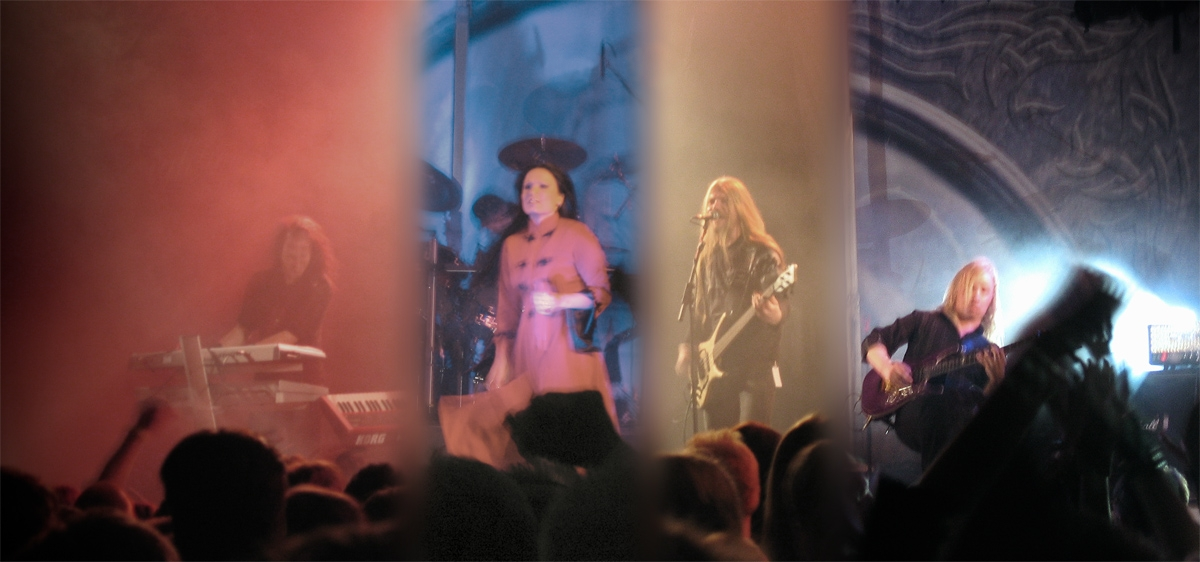
Nightwish no Once World Tour em 2004 na Finlândia.

- Marco Hietala -Baixo e vocal masculino[3]
- Erno Vuorinen – Guitarra[6]